# Quickservice-Systemgastronomie
Als Quickservice-Systemgastronomie (auch Fastfood-Systemgastronomie) wird ein Segment der Systemgastronomie bezeichnet.
Die beiden wesentlichen Merkmale sind der Counter-Service und das Angebot von Fast Food.
Unterteilt wird das Segment speisenspezifisch in:
- Backwaren und Kaffee
- Hamburger
- Pizza
- Sandwiches
- Tex-Mex